# Rio Frasin (Jijia)
O Rio Frasin é um rio da Romênia, afluente do Jijia, localizado no distrito de Iaşi.